# Vlag van Steenwijkerwold

Vlag van Steenwijkerwold
(1962-1973)

De vlag van Steenwijkerwold werd op 6 april 1962 bij raadsbesluit vastgesteld als de gemeentelijke vlag van de Overijsselse gemeente Steenwijkerwold. Op 1 januari 1973 ging de gemeente op in de gemeente Steenwijk , waardoor de vlag als gemeentevlag kwam te vervallen. Sinds 1 januari 2001 maakt het gebied deel uit van de gemeente Steenwijkerland.

## Beschrijving
De beschrijving luidt: 
Gekwartileerd van geel met een rood geankerd Andrieskruis, en blauw met een witte rood getongde en genagelde leeuw.
De vlag toont hetzelfde beeld het gemeentewapen.

## Verwante symbolen

Wapen van Steenwijkerwold

Ambt Delden 
· Avereest 
· Bathmen 
· Blokzijl 
· Brederwiede 
· Den Ham 
· Denekamp 
· Diepenheim 
· Diepenveen 
· Genemuiden 
· Goor 
· Gramsbergen 
· Hasselt 
· Heino 
· Holten 
· IJsselham 
· IJsselmuiden 
· Markelo 
· Nieuwleusen 
· Noordoostpolder 
· Olst 
· Ootmarsum 
· Rijssen 
· Stad Delden 
· Steenwijk 
· Steenwijkerwold 
· Urk 
· Vollenhove 
· Vriezenveen 
· Wanneperveen 
· Weerselo
· Wijhe 
· Zwartsluis 
· Zwollerkerspel